# Monti Hoel
I monti Hoel sono una catena montuosa dell'Antartide facente parte del più grande insieme montuoso chiamato Fimbulheimen. Situata nella Terra della Regina Maud e in particolare in corrispondenza della costa della Principessa Astrid, la formazione si snoda in direzione est-ovest tra i monti Wohlthat, a ovest, e i monti Lomonosov, a est.
Tra le varie formazioni presenti nei monti Hoel sono presenti altre due sottocatene montuose: i monti Weyprecht e i monti Payer.

## Storia
I monti Hoel sono stati scoperti e fotografati durante la spedizione Nuova Svevia, 1938-39, comandata dal capitano tedesco Alfred Ritscher. In seguito, essi sono stati nuovamente esplorati dalla sesta spedizione antartica norvegese, 1956-60, che li ha così battezzate in onore del geologo ed esploratore norvegese Adolf Hoel, il quale, a partire dal 1907, condusse diverse spedizioni di ricerca in Groenlandia e nell'isola Spitsbergen.